# Salhiyeh, Hish
Salhiyeh, Hish (tiếng Ả Rập: الصالحية (حيش)) là một ngôi làng Syria nằm ở Hish Nahiyah ở huyện Maarrat al-Nu'man, Idlib. Theo Cục Thống kê Trung ương Syria (CBS), Salhiyeh, Hish có dân số 794 người trong cuộc điều tra dân số năm 2004.